# Rozas de Puerto Real
Rozas de Puerto Real – miejscowość w Hiszpanii we wspólnocie autonomicznej Madryt, położona jest na zachodnim krańcu wspólnoty w odległości 82 km od Madrytu. 